# باشگاه فوتبال چومپون
باشگاه فوتبال چومپون (به تایلندی: สโมสรฟุตบอลจังหวัดชุมพร‌) یک باشگاه فوتبال واقع در استان چومپون در کشور تایلند می‌باشد که در لیگ دسته دوم منطقه‌ای فوتبال تایلند بازی می‌کند.
این باشگاه در سال ۲۰۰۹ میلادی بنیان‌گذاری شده است.